# Betty Cristina Galarreta Asian
Betty Cristina Galarreta Asian (Áncash, 1983) es una química peruana cuyos proyectos de investigación se centran en el área de nanosensores químicos y en el uso de técnicas de espectroscopia vibracional, como Raman e Infrarrojo aplicados al análisis de alimentos y a estudios de materiales de patrimonio cultural. Además, participa en proyectos interdisciplinarios que buscan aplicar la química para abordar problemas de interés social. Se desempeña desde 2021 como docente e investigadora en la Pontificia Universidad Católica del Perú (PUCP).

## Biografía
Obtuvo el grado de química en la Pontificia Universidad Católica del Perú en 2006, donde desarrolló un enfoque bioanalítico que le permitió contribuir con el descubrimiento de tres nuevas estructuras inhibidoras de tripanotión reductasa, una enzima del T. cruzi, el parásito causante del mal de Chagas.
En 2011 se doctoró en la Universidad de Ontario Occidental, en Canadá, donde se especializó en el diseño y fabricación de nanomateriales aplicados a la microscopía Raman, a través del uso de litografía de haz de electrones y estudios computacionales de monitoreo del campo electromagnético.
Entre 2011 y 2013, realizó un postdoctorado en el Photonics Center de Boston University, Estados Unidos, enfocado en el desarrollo de nuevos sensores contra enfermedades virales hemorrágicas y en sensores ópticos portátiles de alto rendimiento y fácil uso.
Ha desarrollado proyectos en el área de sensores y espectroscopia vibracional para el análisis de alimentos y materiales de patrimonio cultural.  Galarreta participa en proyectos interdisciplinarios que buscan aplicar la química para abordar problemas de interés social. Por ejemplo, en el 2018 publicó un análisis de la composición de zinc y cobre de las monedas peruanas, encontrando que monedas de 1 y 2 céntimos acuñada en los años 1954 y 1959, contenía menor cantidad de cobre del estipulado, llegando incluso por debajo de los límites legalmente aceptables. Las fechas coinciden con un alto precio del cobre en los mercados internacionales de la época.

## Investigación
Ha publicado más de 19 artículos científicos, divulgación en libros y ensayos. Su investigación abarcó diversas áreas, incluyendo nanotecnología, ingeniería médica, química analítica, etc. Su trabajo se centra en la producción de nanomateriales y en el análisis de muestras para el diagnóstico médico. Un listado completo de sus contribuciones puede ser consultado en el perfil de Galarreta en Google Scholar. Entre las contribuciones más citada se puede mencionar las siguientes:
- Ha participado en el desarrollo de un chip de alto rendimiento, de tan solo 60 gramos y 7,5 cm de largo que contiene una serie de sensores capaces de monitorear y diagnosticar eficazmente diversas condiciones médicas a un costo asequible.[7]
- En el 2015 contribuyó con el estudio de nuevas estructuras de oro a escala nanométrica de alta sensibilidad que promete mejorar el rendimiento de los nanosensores.[8]
- Ha contribuido con la prueba de concepto de un biosensor para el monitoreo, en tiempo real, de la interacción entre una proteína y su correspondiente anticuerpo (IgG). El proyecto demostró además, la factibilidad del uso de una técnica de litografía en el ultravioleta profundo que permite la escalabilidad de la fabricación de los dispositivos de forma rentable.[9]

## Premios y reconocimientos
- Ganadora de la mejor presentación de Poster en la categoría de Química de los Materiales en el 2009 por la Canadian Society of Chemistry.
- En el 2017, fue seleccionada como representante de Perú para la convocatoria ASPIRE 2017, enfocada en el desarrollo de tecnología de nuevos materiales.[10]
- En el 2021, obtuvo el Reconocimiento a la Investigación (RI) 2021 por la PUCP [11]
- En el 2023, recibió el premio a la innovación por la Universidad PUCP.[12]